# Prix Saint-Exupéry
Ne doit pas être confondu avec prix Le Mans - Antoine de Saint Exupéry.
Le prix Saint-Exupéry est un prix littéraire attribué depuis 1987 pour récompenser les œuvres littéraires destinées à la jeunesse et qui portent les valeurs de l’œuvre d'Antoine de Saint-Exupéry.

## Histoire
Créé en 1987, le Prix Saint-Exupéry – Valeurs Jeunesse se donne pour mission de récompenser une littérature jeunesse de qualité qui porte haut les valeurs de la langue française et le goût de la lecture, et dont les thèmes et l’inspiration exaltent les qualités chères à Saint-Exupéry :
L'audace 
Le courage
La solidarité
La sagesse 
Le Prix Saint-Exupéry – Valeurs Jeunesse se décline en trois catégories différentes :
Romans pour les adolescents de 10 à 13 ans 
Albums pour les enfant de § à 8 ans 
Francophonie : albums ou romans écrit par des auteurs francophones ne résidants pas en France.

## Composition du conseil d'administration
- Présidente : Claudie Haignere
- Fondatrice : Solange Marchal
- Président d’honneur : Frédéric d'Agay

## Lauréats
- 2003: 153 Jours en hiver, de Xavier-Laurent Petit, Flammarion, Castor-Poche, 2002.
- 2004: Le Prince des apparences, de Catherine Zarcate, Bayard Jeunesse, 2003.
- 2005: Leïla, les jours, de Pierre-Marie Beaude, Gallimard Jeunesse, 2005.
- 2006: 
  - Sous le grand banian de Jean-Claude Mourlevat, illustré par Nathalie Novi, Éditions Rue du Monde (album)
  - Tobie Lolness, de Timothée de Fombelle, Gallimard Jeunesse (roman)
- 2007: 
  - Le Combat d'hiver, de Jean-Claude Mourlevat, Gallimard Jeunesse, 2006 (catégorie roman)
  - La forêt des pandas, de Guillaume Olive, Seuil Jeunesse, 2006 (catégorie albums).
- 2008: Joséphine de Lavalette, d'Anne Sylvestre, Casterman, 2008.
- 2010-2009: L'Amour en cage, de Maryvonne Rippert, Seuil Jeunesse, 2008.
- 2011: Au pays des indiens : la découverte du Far West, de Philippe Nessmann, Père Castor Flammarion, 2010.
- 2012: Sublutetia, la révolte de Hutan, d'Eric Senabre, Didier Jeunesse, 2011.
- 2013: Nina Volkovitch, de Carole Trébor, Gulf Stream, 2012.
- 2014: Jonah, de Taï-Marc Le Thanh, Didier Jeunesse, 2013.
- 2015: 
  - De cape et de mots, de Flore Vesco, Didier Jeunesse, 2015.
  - Le renard perché, texte Quitterie Simon, Illustratrice Magali Dulain, Casterman.
  - Le Puits Mystérieux , de Imene Mebarki, éd. El Ibriz Edition, Algérie - Prix Saint-Exupéry (Catégorie Francophonie)

- 2016[1]:
  - Dame cigogne mission terre d'Afrique, de Vanessa Solignat, ill. de Pascaline Mitarang, Éditions Millefeuille (Catégorie Album)
  - Le Dernier Songe de Lord Scriven, de Eric Senabre, Didier Jeunesse (Catégorie Roman)
  - Ingénieuse Eugénie, de Anne Wilsdorf, La Joie de lire, Suisse (Catégorie Francophonie)
  - Le Voyageur de Rome, de Charlotte Gayral, Les Éditions Amalthée (Mention Spéciale)

- 2017 :
  - Le voyage d'Ignacio d'Anne Cortey et Vincent Bourgeau (Grasset jeunesse) (album)
  - Quand le monstre naîtra de Nicolas Michel (Talents hauts) (roman)
  - L'enfant qui n'avait jamais vu une fleur d'Andrée-Anne Gratton et Oussama Mezher (Les éditions de la bagnole) (francophonie)

- 2018 :
  - La princesse aux mille et une perles de Ghislaine Roman et Bertrand Dubois (La Martinière jeunesse) (album)
  - Marche à l'étoile d'Hélène Montardre (Rageot) (roman)
  - Le jardin du dedans-dehors de Chiara Mezzalama et Régis Lejonc (Les Éditions des Éléphants) (francophonie)

- 2019 :
  - La maison des colombes, texte Claude Clément, ill. Virginie Bergeret (Les éditions des Eléphants) (album)
  - Engrenages et sortilèges, Adrien Tomas (auteur) (Rageot) (roman)
  - Les papillons de Risha, texte Amarnath Hosany, ill. Minji Lee-Diebold (HonFei Cultures) (francophonie)

- 2020 :
  - Le parfum des grandes vacances de Thibault Prugne (Margot) (album)
  - Et le désert disparaîtra de Marie Pavlenko (Flammarion jeunesse) (roman)
  -  Sophia et le marchand ambulant de Katia Canciani et Antoine Déprez (Les 400 coups) (francophonie)

- 2021 :
  - Le dernier des loups de Sébastien Perez et Justine Brax (Albin Michel) (album)
  - Néo, tome 1 : La Chute du Soleil de Fer, de Michel Bussi (éditions Pkj) (roman)
  - Rêve d'oiseau de Shenaz Patel et Emmanuelle Tchoukriel (l’Atelier des Nomades) (francophonie)

- 2022[2] :
  - Ouli, le cheval couleur nuage de Laurence Gillot et Qu Lan (éditions de l’Elan vert) (album)
  - Les orphelins du rail de Fabien Clavel (éditions Rageot) (roman)
  - La case 144 de Nadine Poirier et Geneviève Després (éditions d’Eux) (francophonie)
- 2023 :
  - Trölls Elie S Green et Lisa Guisquier (édition Gulf Stream) (album)
  - Gispsy Book de Sophie de Mullehheim  (éditions Mame) (roman)
  - Clément Ader L'homme qui voulait voler de Katia Canciani et Felix Girard (éditions de l'Isatis) (francophonie)
- 2024 :
  - Basile et l'enfant Roi Bénédicte Delelis et Bethany Stancliffe (édition Mame) (album)
  - Missak et Mélinée de Élise Fontenaille  (éditions Rouergue) (roman)
  - Ouvrir grand ses oreilles de Céline Claire et Marie Lafrance (éditions les 400 coups) (francophonie)